# Holcobius minor
Holcobius minor là một loài bọ cánh cứng thuộc họ Ptinidae.